# Gemma Hartmann
Gemma Hartmann (Copenaghen, 1940 – Roma, 28 dicembre 2012) è stata una pittrice danese.

## Biografia
Giunge a Roma con i genitori nel 1950. Il padre, Jorgen Birkedal Hartmann, fu storico dell'arte (esperto dello scultore neoclassico Bertel Thorvaldsen) e tra i fondatori dell'Accademia di Danimarca nel 1958 a Valle Giulia.
Diplomata all'Accademia di Belle Arti di via di Ripetta nel 1960, fu allieva di Amerigo Bartoli Natinguerra e Luigi Surdi - incisione con Mino Maccari, scultura con Alessandro Monteleone – e seguì corsi di disegno all'Accademia di Francia Villa Medici con il Prix de Rome Arnaud d'Hauterives. 
Ha vissuto e lavorato a Roma dove è morta alla fine del 2012.
Eletta nel Gruppo dei Romanisti nel 1993, collabora con i suoi acquarelli per le tavole fuori testo nella Strenna dei Romanisti dal 1966. Dal 1984 illustra ogni anno tutto il volume con disegni o finalini. È stata responsabile del coordinamento e l'impaginazione dello stesso e autrice di articoli per il volume per diversi anni.
Nel dicembre 1997 esegue la copertina del II volume degli indici della Strenna del XLI-LVI (1980-1995) con l'acquarello Una seduta al caffè Greco del Gruppo dei Romanisti. In quella del 2010 pubblica l'articolo "L'anello di Thorvaldsen ed accenni alla nascita dell'Accademia di Danimarca". Dell'aprile 2011 è la copertina del III volume degli indici della Strenna del LVII-LXVI (1995-2005). Sul numero del 2011 compaiono il disegno Romanisti, ritratti nella Saletta Rossa del Caffè Greco e l'articolo "L'amorino che vi ho dato. Una storia curiosa". L'illustrazione del 2012 ritrae due innamorati sotto la nevicata a vicolo Santa Maria Peretti. Nella Strenna del 2013 viene pubblicato, postumo, l'articolo scritto con Rita Parma "Musica e immagini raccontano la Strenna dei Romanisti. Da via Margutta a Gemma Hartmann a Palazzo Poli".

## Mostre personali
Delle numerose mostre personali, più di 20 dagli anni sessanta al 2012, è stata particolarmente legata a quella allestita alla Fondazione Besso nel 1969 insieme con la valida scultrice Donatella Marchini, la quale promosse una bella mostra del suo lavoro su Roma. Monsignor Giovanni Fallani, allora presidente della Pontificia commissione d'Arte Sacra in Italia, realizzò questo progetto con l'aiuto e l'entusiasmo dell'allora direttrice Matizia Maroni Lumbroso. La presentazione in catalogo fu dello storico dell'arte Valerio Mariani.
Seguirono altre mostre a Roma e poi, nel 1980, fu la volta di Copenaghen nella nota galleria di Henning Larsen. Di nuovo a Roma alla Galleria Schneider nel 1981, con gli oli,”presenze /assenze” le stesse a Fontainebleau nel 1982 e a Mantova nel 1982. Poi segue il ciclo degli anni 1984-86' 89' 91'93 94' alla Galleria “ Incontro d'Arte” a via del Vantaggio, con acquerelli e disegni di Roma. Direttrice l'eclettica , insostituibile indimenticabile amica, Giulia Lodigiani. L'entusiasmante approdo a Padova , Dicembre 1997-Gennaio 1998 con la mostra organizzata dal Comune di Padova (Arch.Franco Martinoni) nella “Sala degli Specchi”al caffè Pedrocchi, con una significativa presentazione in catalogo di Vittorio Sgarbi. Seguono tre esperienze indimenticabili , la mostra all'Istituto Italiano di Cultura –La valletta- a Malta. Nel maggio 2004 (in occasione delle celebrazioni per l'ingresso di Malta nell'unione Europea) la Direttrice Rosanna Cravenna, fu insostituibile appoggio anche per le sue due successive mostre all'Istituto Italiano di cultura a Copenaghen nel 2007 e a Stoccolma nel Settembre dello stesso anno all'Istituto Italiano di Cultura “C.M. Lerici, Direttore Giuseppe Manica. Nel giugno del 2012 l'Istituto Italiano per la Grafica, con il supporto di Rita Parma, allestisce una mostra antologica nella sala Dante.

## Premi
Ha ricevuto diversi premi , medaglie e fatto molte mostre collettive attraverso gli anni in Italia ed all'estero dagli anni '60fino al 2011.

## La critica d'arte
Tra tanti testi di critica sulla sua opera sono significativi quelli di Domenico Petrocelli del 10 agosto 1980, per ”il Tempo” Franco Simongini per la stessa testata più volte sulla III a pagina, 15 ottobre 1981 Leonida Repaci, “ Quelli che contano” 1983 Marsilio Ed. Carlo Belli, Galleria “Incontro d'Arte” 1984, Tamara Felicita Hufschmidt e Livio Jannattoni, Volume “Antico Caffè Greco” Ed.Gruppo dei Romanisti 1989, Federico ZeriFederico Zeri presentazione “Strenna dei Romanisti”, Palazzo de Carolis, Banca di Roma Maggio 1992. Luigi Pallottino “Monte Mario” 1993. Vittorio Sgarbi, catalogo per la mostra di Padova ,1997. Luciana Frapiselli, volume “Immagini di Monte Mario, dal Rinascimento ai giorni nostri “ Novembre 2011 EdiLazio.

## Collaborazioni
Pubblicazioni per i tipi dell'Ega Congressi , “Quattro Passi a Roma” 1974
Illustrazioni per il quotidiano “La Repubblica” , la rivista “Gli amici di Monte Mario” Gli amici di Monte Mario con la “finestra di Gemma Hartmann”. L'Acrilico, “ Dai prati della pineta Sacchetti” Roma 1991 nel volume di Luciana Frapiselli, “Immagini di Monte Mario, dal Rinascimento ai giorni nostri ” EdiLazio Novembre 2011 Illustrazioni- 2007- per il volume : “il Circolo Del Ministero Degli Affari Esteri” Giangemi Editore 2008
Opere in collezioni italiane ed estere. Alcune opere nella la sede centrale della Banca di Roma e al “Caffè Greco” a Via dei Condotti in Roma (Saletta Rossa). Ha donato la sua collezione di Strenne dei Romanisti ed alcuni dei finalini più significativi all'Istituto Italiano di Grafica.
| Controllo di autorità | VIAF (EN) 13228826 · GND (DE) 123912431 |